# Brachyclados
Brachyclados é um género botânico pertencente à família Asteraceae.

## Espécies
- Brachyclados caespitosus (Phil.) Speg.
- Brachyclados lycioides D.Don
- Brachyclados megalanthus Speg.